# 64. obmejni bataljon (JLA)
64. obmejni bataljon je bil obmejni bataljon v sestavi Jugoslovanske ljudske armade.
Enota je bila nastanjena v Sloveniji pred in med slovensko osamosvojitveno vojno.

## Zgodovina
Bataljon je bil aktivno udeležen v dogodke slovenske osamosvojitvene vojne.

## Organizacija
1991
- poveljstvo (Sežana)
- zaledni vod (Sežana)
- intervencijski vod (Sežana)
- oddelek za zveze (Sežana)
- 1. obmejna četa (po stražnicah)
- 2. obmejna četa (po stražnicah)
- 3. obmejna učna četa (Vojašnica Lokvica, Vipava)

1. in 2. četa sta bili razporejeni po naslednjih stražnicah:
- stražnica Nova vas
- stražnica Klariči
- stražnica Goranjsko
- stražnica Blok Gorjansko
- stražnica Veliki Dol
- stražnica Repentabor
- stražnica Orlek
- stražnica Lipica
- stražnica Vrhpolje
- stražnica Krvavi Potok
- stražnica Beka
- stražnica Kastelec
- stražnica Osp
- stražnica Plavje
- stražnica Božiči
- stražnica Škofije
- stražnica Hrvatini